# مسابقات قهرمانی دوچرخه‌سواری پیست اروپا – اسپرینت تیمی مردان
اسپرینت تیمی مردان یکی از رویدادهای مسابقات قهرمانی دوچرخه‌سواری پیست اروپا می‌باشد که از سال ۲۰۱۰ تاکنون انجام می‌شود.

## مدال‌آوران
| مسابقات                        | طلا                                                                       | نقره                                                           | برنز                                                                   |
| 2010 Pruszków                  | آلمان · رابرت فورستمان · ماکسیمیلیان لوی · اشتفان نیمکه                   | فرانسه · میشائل دالمیدا · فرانسوآ پرویس · کوین سیرو            | بریتانیای کبیر · متیو کرامپتون · کریس هوی · جیسون کنی                  |
| 2011 Apeldoorn                 | آلمان · رنه اندرس · رابرت فورستمان · اشتفان نیمکه                         | فرانسه · میکائل بورگن · فرانسوآ پرویس · کوین سیرو              | لهستان · Maciej Bielecki · Kamil Kuczyński · Damian Zieliński          |
| 2012 Panevėžys                 | آلمان · توبیاس وشتر · یواخیم آیلرس · ماکس نیدرلاگ                         | لهستان · Kamil Kuczyński · Maciej Bielecki · Krzysztof Maksel  | بریتانیای کبیر · متیو کرامپتون · کالوم اسکینر · Lewis Oliva            |
| 2013 Apeldoorn                 | آلمان · رنه اندرس · رابرت فورستمان · ماکسیمیلیان لوی                      | فرانسه · گرگوری بوگ · میشائل دالمیدا · فرانسوآ پرویس           | روسیه · دنیس دمیتریف · Andrey Kubeev · پاول یاکوشفسکی                  |
| 2014 Guadeloupe                | آلمان · رابرت فورستمان · توبیاس وشتر · یواخیم آیلرس                       | فرانسه · گرگوری بوگ · کوین سیرو · میشائل دالمیدا               | روسیه · پاول یاکوشفسکی · دنیس دمیتریف · نیکیتا شورشین                  |
| 2015 Grenchen                  | هلند · نیلس فان تهوندردال · جفری هوخلاند · هوخو هاک                       | لهستان · Grzegorz Drejgier · Rafał Sarnecki · Krzysztof Maksel | آلمان · یواخیم آیلرس · ماکس نیدرلاگ · رابرت فورستمان · ماکسیمیلیان لوی |
| 2016 Saint-Quentin-en-Yvelines | لهستان · Maciej Bielecki · Kamil Kuczyński · Mateusz Rudyk · Mateusz Lipa | بریتانیا · Jack Carlin · Ryan Owens · Joseph Truman            | آلمان · اریک انگلر · یان مای · رابرت فورستمان                          |
| 2017 Berlin                    | فرانسه · بنژامن ادلن · سباستیان ویژیه · کنتن لافارگ                       | آلمان · ماکسیمیلیان لوی · یواخیم آیلرس · رابرت فورستمان        | هلند · هری لاورایسن · جفری هوخلاند · ماتایش بوخلی                      |
| 2018 Glasgow                   | هلند · هری لاورایسن · جفری هوخلاند · روی فان در برخ                       | فرانسه · فرانسوآ پرویس · سباستیان ویژیه · کنتن لافارگ          | آلمان · اشتفان بتیشر · یواخیم آیلرس · Timo Bichler                     |